# Carlo Emanuele La Marmora

Stemma Ferrero di Biella

Carlo Emanuele Ferrero della Marmora (o Carlo Emanuele della Marmora o Carlo Emanuele La Marmora) (Torino, 29 marzo 1788 – Torino, 21 febbraio 1854) è stato un politico e militare italiano.

## Biografia
Carlo Emanuele era il secondo nato, primo tra i maschi, dei sedici figli del marchese Francesco Celestino Ferrero della Marmora, consignore di Borriana, Beatino e Pralormo e capitano dell'esercito piemontese, e della nobildonna Raffaella Argenterio di Bersezio. Tra i suoi fratelli compaiono il senatore e scienziato Alberto La Marmora, nonché i generali Alfonso La Marmora ed Alessandro La Marmora.
Morì a Torino nel 1854 e venne sepolto a Biella nella cripta La Marmora nella basilica di San Sebastiano.